# Атрактанти
Атрактанти (від лат. attraho притягаю до себе) — природні чи синтетичні речовини, що приваблюють тварин. Пр., цис-7,8-епокси-2-метил-октадекан, цис-7-гексадецен-1-ол-ацетат, статевий атрактант самки таргана — періпланон.
Атрактанти використовуються, щоб заманити живі організми для спостереження, упіймання або знищення. У сільському господарстві атрактанти використовуються як приманки для шкідників сільськогосподарських рослин.
Атрактанти поділяють залежно від функцій на:
1. Харчові атрактанти. Заманюють комах до рослин, на яких вони мешкають (рослину-хазяїна). Наприклад, харчування Ips confusus стимулюють малі дози фенольних глюкозидів, простих і складних цукрів, що генеруються Pinus ponderosa.
2. Статеві атрактанти. Виділяються живими організмами у складі феромонів (засоби внутрішньовидової сигналізації), виявлені у комах. нематод, павукоподібних, ракоподібних, риб, водоростей, а також у ссавців. Встановлено, що речовини, які виділяються самками деяких видів комах в концентрації 1Е-14 моль / л повітря, заманюють самців цього ж виду (іноді й інших генетично близьких видів); спостерігалися випадки заманювання метеликів на відстані 3-9 км. Наявність атрактантів встановлено у понад 300 видів комах;
3. Агрегаційні атрактанти. Прикладами агрегаційних атрактантів можуть бути: грандлур етанолу, за допомогою якого самець бавовняного довгоносика приманює особин свого виду; халкогран, приваблює Pityogenes chalcographus.

Синтетичні атрактанти, наприклад анізилацетон, 4-метилевгенол, зазвичай, менш ефективні і менш специфічні, ніж природні.